# بيل هيرنغ (لاعب كرة قاعدة)
بيل هيرنغ (بالإنجليزية: Bill Herring)‏ هو لاعب كرة قاعدة أمريكي، ولد في 24 سبتمبر 1912، وتوفي في 29 سبتمبر 1996.

## وصلات خارجية
- بيل هيرنغ (لاعب كرة قاعدة) على موقعبيزبول رفرنس.كوم (الدوري الثانوي) (الإنجليزية)